# Klassenfahrt (2002)
Klassenfahrt ist ein deutscher, in Polen gedrehter Spielfilm von Henner Winckler aus dem Jahre 2002.

## Handlung
Eine Berliner Schulklasse verbringt eine Woche an der polnischen Ostsee. Die Schüler finden den Ferienort in der Nachsaison nicht gerade spannend. Zwischen Tischtennis, Tagesausflügen und Alkoholexzessen entwickeln der 16-jährige Ronny und seine Mitschülerin Isa eine vorsichtige Beziehung. Bei einem Discobesuch lernen sie den Polen Marek kennen. Nachts zu dritt unterwegs, bemerkt Ronny schnell, dass Marek sich mehr für Isa als für ihn interessiert. Nachdem Isa die beiden verlassen hat, um ins Hotel zurückzukehren, beginnt Ronny Marek zu einer Mutprobe herauszufordern. Marek springt von einer Seebrücke ins Meer und taucht nicht wieder auf. Ronny holt keine Hilfe und schafft es auch nicht, Isa von dem Vorfall zu erzählen.

## Hintergrund
Der Film ist der Debütfilm von Henner Winckler und wurde mit überwiegend jugendlichen Laiendarstellern in der polnischen Stadt Międzyzdroje gedreht.

## Kritiken
- Der Freitag: Der Film zeigt beispielhaft den besonderen Realitätssinn einer neuen Regiegeneration in Deutschland. Die dokumentarische Haltung des Films – Winckler filmte seine Laiendarsteller, die sich selbst spielen, mit zurückhaltender Kamera an Originalschauplätzen – ist zugleich die Voraussetzung für das allgemeine Drama: Der Regisseur dokumentiert nämlich nicht eine spezifische soziale Schicht mit spezifischen sozialen Problemen. An Kleidung, Gestik, Sprechen und Verhalten ist nicht zu bestimmen, ob es sich etwa um Realschüler oder Gymnasiasten, Ost- oder Westberliner, Linke oder Rechte, zukünftige Arbeitslose oder Modernisierungsgewinnler handelt. Was in Klassenfahrt aber sehr wohl dokumentiert beziehungsweise registriert wird, ist die zeitgenössische Nivellierung aller "Klassenunterschiede", die soziale Indifferenz.[1]
- Die Tageszeitung: Eine Geschichte aus der Pubertät, nicht unnötig aufgepeppt durch aufwendige Kamerafahrten oder Musik: Wincklers Inszenierung setzt sich selbstbewusst ab von der Genrevorgabe Pubertätsfilm. Insbesondere übt sie vehemente Zurückhaltung hinsichtlich der Frage, von welcher Warte aus die „Jugend heute“ zu porträtieren sei. Die Kamera ist einfach da bei ausgetanzten Hahnenkämpfen, beim Wettsaufen und Fummeln. Aber ein scharfes Ohr besitzt sie und registriert genau die schrägen Gefühlslagen, die in einem beiläufigen „Och nix, nur Smalltalk“ oder einem heiseren „Nee, wieso soll ich sauer sein?“ zum Ausdruck kommen.[2]

## Auszeichnungen
- Spezialpreis der Jury: Internationales Filmfest in Sotschi 2002
- Bester ausländischer Film: Entrevues Belfort Filmfestival 2002
- Beste Regie: Festival Tous Écrans in Genf 2002